# كلية فنون الولايات الأمريكية
تعد كلية فنون الولايات الأمريكية ( CAA ) المؤسسة الرئيسية في الولايات المتحدة للمحترفين في الفنون البصرية ، من الطلاب إلى مؤرخي الفن إلى أعضاء هيئة التدريس في الجامعة. تأسست في عام 1911 ، وهي «تروج لهذه الفنون وفهمها من خلال الدعوة والمشاركة الفكرية والالتزام بتنوع الممارسات والممارسين.»  لدى CAA حاليًا أعضاء فرديين في جميع أنحاء الولايات المتحدة ودوليًا ؛ وأعضاء المؤسسات ، مثل المكتبات والأقسام الأكاديمية والمتاحف الموجودة في الولايات المتحدة. تتماشى برامج المنظمة ومعاييرها  والمبادئ التوجيهية ،  الدعوة ،   ، والمشاركة الفكرية ،  والالتزام بتنوع الممارسات والممارسين ،   مع نطاق عضويتها الواسع والمتنوع.

## روابط خارجية
- الموقع الرسمي
- caa.reviews
- مجلة الفن
- نشرة الفن
- مجلة الفن المفتوحة